# Всеволожский, Иван Александрович
Ива́н Алекса́ндрович Все́воложский (22 марта [3 апреля] 1835, Санкт-Петербург — 10 [23] ноября 1909, Санкт-Петербург) — русский театральный и музейный деятель, сценарист, художник; тайный советник, обер-гофмейстер. В 1881—1899 годах — директор императорских театров. В 1899—1909 годах — директор императорского Эрмитажа.

## Биография

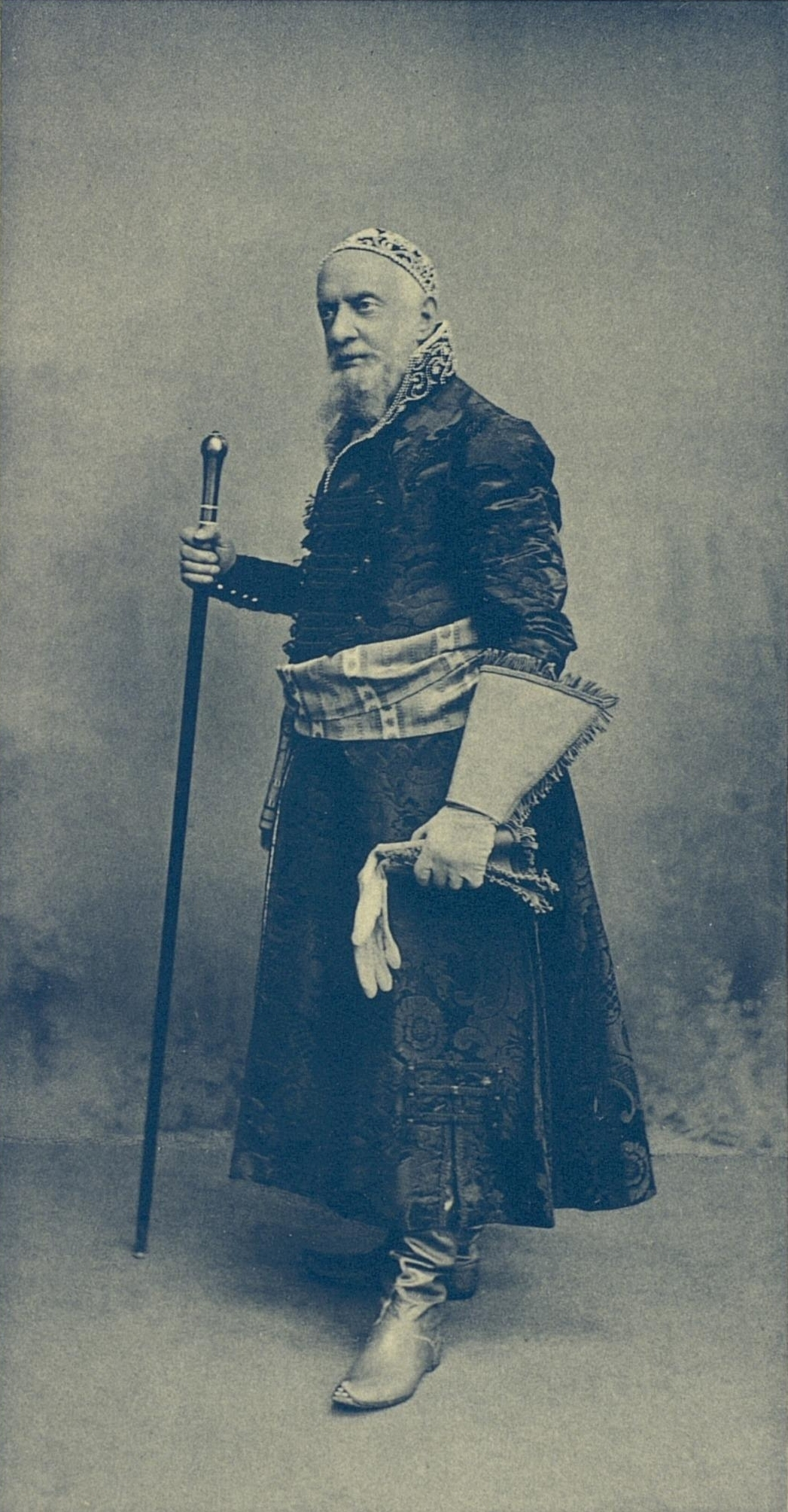
Всеволожский в домашнем кафтане боярина XVII века на костюмированном балу 1903 года

Сын Александра Всеволожского, внук князя Ивана Трубецкого, старший брат Павла Всеволожского. Родился 22 марта (3 апреля) 1835 года в Санкт-Петербурге. Крещён 21 апреля (3 мая) 1835 года в Морском соборе при восприемстве Всеволода Всеволожского, Александра Мансурова, князя Николая Трубецкого и девиц Е. Вишняковой, П. П. Мансуровой и Е. П. Новосильцевой.
Окончил со степенью кандидата отделение восточной словесности филологического факультета Императорского Санкт-Петербургского университета по самому сложному арабско-персидско-турецко-татарскому разряду.
С 1856 года, так же, как когда-то отец, служил в Азиатском департаменте Министерства иностранных дел, затем, в 1858 году был прикомандирован к дипломатической миссии в Гааге, а в 1865 году был назначен управляющим в Департаменте хозяйственных и счётных дел министерства. В 1867 году был отчислен во внутреннюю по министерству хозяйственную часть, где благополучно пережил грандиозное, почти в три раза, сокращение штатов министерства. В 1870 году был назначен первым секретарём Канцелярии министерства иностранных дел, а в июне 1876 года был причислен к посольству в Париже сверх штата, что подразумевало как отсутствие конкретных обязанностей, так и жалования.

С 1881 года — в Санкт-Петербурге. Историк балета Янина Гурова указывает, что некоторые современники пришли к мнению 
о своего рода ссылке Всеволожского в Россию из Парижа. Его карикатуры точные по передаче личностных качеств, недостатков и характеров чиновников, сыграли с успешным дипломатом Всеволожским злую шутку. Стремительно развивающаяся политическая карьера по воле недовольных «жертв» его акварельной кисти уступила место не менее блистательной деятельности в Императорских театрах.
В 1881 году расписал веер с 33 карикатурами государственных и общественных деятелей — членов Государственного совета в китайских и японских костюмах.
Согласно источникам XIX века, в 1881—1886 годах занимал должность директора санкт-петербургских императорских театров, а в 1886—1899 годах — директора петербургских и московских императорских театров. В современных источниках встречается другая версия: в 1881—1886 годах — директор императорских театров, в 1886—1899 годах — директор петербургских императорских театров. В этот период Всеволожский провёл ряд важных художественных и организационных реформ; он был инициатором театральной реформы 1882 года, в связи с которой, в частности, было увеличено финансирование театров, изменены юридические взаимоотношения между театрами и композиторами.
По инициативе Всеволожского Петру Чайковскому была заказана музыка балетов «Спящая красавица» (Всеволожский и Мариус Петипа — сценаристы балета) и «Щелкунчик», а также поставлены балеты «Испытание Дамиса» и «Времена года» Александра Константиновича Глазунова в санкт-петербургском Эрмитажном театре. 
В 1897 году А. К. Глазунов написал музыку к балету «Раймонда» на либретто Всеволожского и Петипа по сценарию Лидии Александровны Пашковой. Премьера балета в январе 1898 года в Петербурге прошла с большим успехом и с этого 
времени «Раймонда» прочно вошла в репертуар многих театров мира.
Всеволожский является также автором эскизов костюмов к 25 балетным спектаклям (в том числе, к «Спящей красавице», «Щелкунчику», «Раймонде»).  С 1889 года — почётный член Санкт-Петербургского филармонического общества. «Добрый гений русского театра», как его называла пресса, отстоял от перестройки здание Александринского театра.
В 1899 году стал директором Эрмитажа. Имевший широкие связи за границей, хорошо понимал значение Эрмитажа, как музея, собравшего в своих залах уникальные произведения мировой культуры. Всеволожский привлёк к работе в Эрмитаже ряд перспективных специалистов, связанных с коллекционерами и художниками, которых Александр Бенуа объединил вокруг журналов «Художественные сокровища России» и «Старые годы».
В 1906 году, в память 50-летия государственной службы Всеволожского была выпущена серебряная медаль (медальер Авраам Грилихес; оборотная сторона выполнена по модели Марии Диллон).

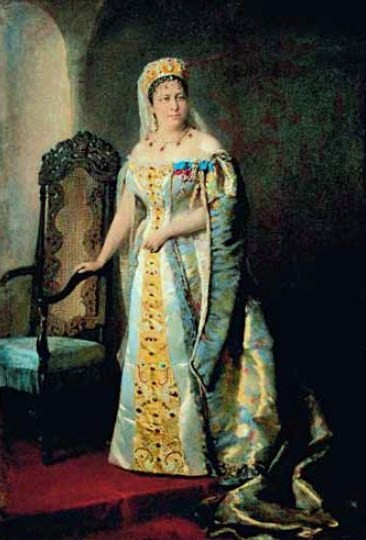
Екатерина Всеволожская на акварели Александра Соколова. 1883

Умер 28 октября (10 ноября) 1909 в Петербурге. Был похоронен на Никольском кладбище Александро-Невской лавры; могила не сохранилась.

## Семья
Жена (с 8 января 1867 года) — светлейшая княжна Екатерина Дмитриевна Волконская (09.10.1846—20.12.1898), фрейлина, внучка министра двора князя П. М. Волконского; дочь гофмейстера князя Дмитрия Петровича Волконского (1805—1859) от брака его с Марией Петровной Кикиной (1816—1856). Троюродная сестра Андрея, Никиты и Елизаветы Никитичей Всеволожских, которым её муж приходился двоюродным братом. Родилась в Петербурге, крещена 22 октября 1846 года в церкви Таврического дворца при восприемстве деда князя Волконского и тетки А. П. Дурново. По отзыву современника, была женщина очень умная, сдержанная, властная. Она умела держать весь дом в порядке, но в служебные дела мужа никогда не вмешивалась. Собирала портретную миниатюру. Унаследовала от своего деда П. А. Кикина ряжскую усадьбу Алёшня. После смерти жены И. А. Всеволожский решил продать имение и перевёз в Санкт-Петербург семейный архив, коллекцию картин (куда входили не только миниатюры, собранные женой, но и гравюры западноевропейской графики, редкие исторические композиции Шатийона, а также семейные портреты Всеволожских, написанные А. О. Дезарно в 1820-х годах) и большую библиотеку, для которой Арминий Евгеньевич фон Фёлькерзам выполнил экслибрис с фамильным гербом. После 1917 года все книги Всеволожских были переданы из Алешни в библиотеку издательства «Всемирная литература», откуда часть книг была отправлена в Книжный фонд.
В браке имели дочерей:
- Софья Ивановна (1869—1952), фрейлина, с 1891 года замужем за последним наказным атаманом Войска Донского графом Михаилом Граббе (1868—1942). Похоронена в Париже.
- Мария Ивановна (1871—1887).

## Награды
- Орден Святой Анны 1-й степени
- Орден Святой Анны 2-й степени с императорской короной
- Орден Святого Владимира 2-й степени
- Орден Святого Владимира 3-й степени
- Орден Святого Станислава 1-й степени
- Бронзовая медаль «В память священного коронования их императорских величеств»
- Большой крест Императорского ордена Франца Иосифа (Австро-Венгрия)
- Орден Святых Маврикия и Лазаря 4-й степени (Италия)
- Командорский крест Ордена Христа (Португалия)
- Кавалерский крест Ордена Дубового Венка (Нидерланды, Люксембург)
- Большой крест Ордена Саксен-Альтенбургского Эренистинского дома (Саксен-Кобург-Гота)
- Офицерский крест Ордена Почётного легиона (Франция)
- Орден «Святой Александр» 1-й степени (Болгария)
- Орден Льва и Солнца 1-й степени (Персия)
- ордена Пруссии и Сиама[20]